# 亞納斯區
9°09′36″S 76°48′01″W / 9.1599°S 76.8003°W
亞納斯區（西班牙語：Distrito de Yanas），是秘魯的一個區，位於該國中部瓦努科大區的五月二日省，始建於1921年9月12日，面積36.3平方公里，海拔高度3,470米，2005年人口3,815，人口密度每平方公里110人。